# Soviet Kitsch
Soviet Kitsch («Радянський кіч») — третій альбом Регіни Спектор, що вийшов у серпні 2004 року. Дебют співачки на мейджор-лейблі. Назва відсилає до роману Мілана Кундери «Нестерпна легкість буття»:
|  | …Почуття, яке викликав у Сабіни радянський кіч, було подібне до жаху, який відчувала Тереза у сні, коли маршувала з голими жінками довкола басейну і змушена була співати веселих пісень. |

Одна версія альбому була з бонусним DVD з промофільмом «Посібник з виживання в умовах Радянського кічу» (The Survival Guide to Soviet Kitsch) і кліпом на пісню Us.

## Треклист
Автор музики й слів усіх композицій — Регіна Спектор.
1. Ode to Divorce — 3:42
2. Poor Little Rich Boy — 2:27
3. Carbon Monoxide — 4:59
4. The Flowers — 3:54
5. Us — 4:52
6. Sailor Song — 3:15
7. *** — 0:44
8. Your Honor — 2:10
9. Ghost of Corporate Future — 3:21
10. Chemo Limo — 6:04
11. Somedays — 3:21

Бонус-треки на вініловій версії:
1. Scarecrow and Fungus — 2:29
2. December — 2:10

Трек 7 на цифровій версії альбому має назву «Шепіт» (Whisper). Це короткий уривок розмови шепотом, в якій Регіна Спектор та її брат Баррі «Ведмідь» Спектор (Barry «Bear» Spektor) обговорюють наступну композицію — Your Honor.

## Учасники
- Регіна Спектор (англ. Regina Spektor) — вокал, фортепіано, родес-піано, перкусія, продюсер, авторка композицій.
- Алан Безозі (англ. Alan Bezozi) — ударні, перкусія, продюсер.
- Орен Блоедов (англ. Oren Bloedow) — гітара.
- Грехем Мабі (англ. Graham Maby) — бас.
- Гордон Рафаел (англ. Gordon Raphael) — перкусія, продюсер.
- Баррі «Ведмідь» Спектор (англ. Barry «Bear» Spektor) — шепіт (***).
- The 4x4 String Quartet — струнні (Us та Somedays).
- Кілл Кенада (англ. Kill Kenada) — акомпануючий панк-гурт (Your Honor).

## Відео
- The Survival Guide to Soviet Kitsch (офіційний промофільм). Режисер — Адріа Петті (англ. Adria Petty).
- Ode to Divorce (офіційний кліп). Режисер — Адріа Петті.
- Us (офіційний кліп). Режисер — Адріа Петті.
- Somedays (неофіційний кліп). Режисер — Джонатан Варді (англ. Jonathan Vardi).

## Відзнаки
У 2009 році англійський музичний журнал New Musical Express включив альбом Soviet Kitsch у Топ-100 альбомів десятиліття (84-те місце).